# ムフタディー
ムフタディー（825年 - 870年）はアッバース朝の第14代カリフ（在位：869年 - 870年）である。

## 生涯
アッバース朝の第9代カリフであるワシークの息子で、トルコ系武人たちに強制された先代カリフのムウタッズから譲位されて870年に即位した。精力的に風紀を一新しようとしたが財政難で掛け声だけになり、即位1年でサーマッラ―の街頭でトルコ系武人たちに襲撃され斬殺された。その死は負傷のため死んだと公表された。